# Demonax balyi
Demonax balyi là một loài bọ cánh cứng trong họ Cerambycidae.